# 南めぐみ
南 めぐみ（みなみ めぐみ）は、大韓民国出身のミュージカル女優である。元劇団四季所属。

## 略歴
母国韓国の『ライオンキング』にも出演した。
『キャッツ』では、「メモリー」をグリザベラとともに歌った。

## 出演作品
- キャッツ（シラバブ）
- 夢から醒めた夢（マコ、アンサンブル）
- ライオンキング（アンサンブル）

| スタブアイコン | サブスタブ | この項目は、まだ閲覧者の調べものの参照としては役立たない、俳優（男優・女優）に関連した書きかけの項目です。この項目を加筆・訂正などしてくださる協力者を求めています（P:映画/PJ芸能人）。 |